# Catch The One
『Catch The One』（キャッチ・ザ・ワン）は、Awesome City Clubの1枚目となるスタジオ・アルバムである。2018年12月19日に発売された。

## 解説
- EP「TORSO」から2曲、配信シングル3曲を含む、全10曲が収録されている。
- 初回限定盤と通常盤の2形態で発売された。限定盤付属のDVDにはバラエティ企画「Awesome City TV」を収録[1]。
- 今作についてatagiは「ルーツミュージックへの愛と、とびきりポジティヴなメッセージを込めてアルバムを録音しました。あなたの『掴みたいもの』は何ですか？」と述べている[2]。

## 収録曲
1. Catch The One
2. SUNNY GIRL
3. 君はグランデ
4. 愛とからさわぎ
5. 燃える星
6. クリエイティブオールナイト
7. ダンシングファイター
8. ワンシーン
9. 台湾ロマンス
10. 8月とモラトリー

### 初回限定盤DVD

#### Awesome City TV
- Awesome City Clubのはじめてのお弁当対決
- ユキエチャレンジ
- 全力“松”坂
- PORINの乗馬レッスン
- あたさんぽ
- The Precious Time In My Life